# 더글러스 스페인
더글러스 스페인(Douglas Spain, 1974년 4월 15일 ~ )은 미국의 배우이다.
로스앤젤레스에서 태어났다.

## 출연 작품
- 라인 오브 듀티 (2013, Mission Park)
- 위드아웃 맨 (2011년)
- 아메리칸 카우슬립 (2009년)
- 더 부키 (2008년)
- 픽스 (2008년)
- 워크아웃 (2006년)
- 프리저번 (2005년)
- 44분 - 헐리우드 북쪽 (2003년)
- 어 타임 포 댄싱 (2002년)
- 리커쉐이 리버 (2001년)
- 딜리버링 마일로 (2001년)
- 왓츠 쿠킹 (2000년)
- 체리 폴스 (2000년)
- 하지만 나는 치어리더예요 (1999년)
- 퍼머넌트 미드나잇 (1998년)
- 내일은 태양이 뜨지 않는다 (1997년)
- 12인의 노한 사람들 (1997년)
- 마지막 전사 터컴사 (1995년)

### 텔레비전
- 밴드 오브 브라더스 (2001) - Pvt. 안토니오 가르시아 역
- NCIS (2006) - 시저 버널 역
- 하우스 (2007)
- 멘탈리스트 (2008)
- 브라더스 & 시스터스 (2011)